# كولبرج كرافيس روبرتس
شركة كيه كيه أر & شركاه . ، والمعروفة أيضًا باسم  كولبرج كرافيس روبرتس. ، هي شركة استثمار عالمية أمريكية تدير فئات أصول بديلة متعددة، بما في ذلك الأسهم الخاصة ، والطاقة ، والبنية التحتية، والعقارات ، والائتمان، ومن خلال شركائها الاستراتيجيين، صناديق التحوط . اعتبارًا من 31 ديسمبر 2022 أكملت الشركة أكثر من 690 استثمارًا في الأسهم الخاصة في شركات المحفظة بقيمة 700 مليار دولار أمريكي تقريبًا  من القيمة الإجمالية للمؤسسة.  : 7 اعتبارًا من 31 ديسمبر 2022 وبلغت الأصول الخاضعة للإدارة (AUM) والأصول الخاضعة للإدارة (FPAUM) لدفع الرسوم 504 مليار دولارًا و412 مليار دولاراً على التوالي.  : 165 
تأسست الشركة في عام 1976 على يد جيروم كولبيرج جونيور ، وأبناء عمومته هنري كرافيس وجورج آر روبرتس ، وجميعهم عملوا معًا سابقًا في بير شتيرنز ، حيث أكملوا بعضًا من أقدم معاملات الاستحواذ بالرافعة المالية . منذ تأسيسها، أكملت كيه كيه أر عددًا من المعاملات، بما في ذلك الاستحواذ على شركة آر جي آر نابيسكو بالرافعة المالية عام 1989، والذي كان أكبر استحواذ في التاريخ حتى ذلك الوقت، بالإضافة إلى الاستحواذ على  تي اكس يو للطاقة عام 2007، وهو حاليًا أكبر استحواذ تم إنجازه حتى الآن. .
في أكتوبر 2009، قامت كيه كيه أر بإدراج أسهم في الشركة من خلال كيه كيه أر & شركاه.، وهي شركة تابعة تمتلك 30٪ من حقوق ملكية الشركة، والباقي مملوك لشركاء الشركة. في مارس 2010، تقدمت  كيه كيه أر بطلب لإدراج أسهمها في بورصة نيويورك (NYSE)،  مع بدء التداول بعد أربعة أشهر، في 15 يوليو 2010.
اعتبارًا من 2010  كان لدى كيه كيه أر مكاتب في 21 مدينة في 16 دولة عبر خمس قارات. يقع المقر الرئيسي للشركة في مبنى سولو (9 شارع 57 غرب، نيويورك، نيويورك)، ولكن في أكتوبر 2015، أعلنت عن نيتها الإنتقال للمقر الجديد بالبناية الواقعة ب 30 ساحة هدسون التي تم تشييدها حديثًا.